# KDE
KDE Plasma (K Desktop Environment) este un spațiu de lucru sau mediu desktop gratuit pentru sisteme compatibile Unix. Ținta proiectului este de a oferi o interfață completă, ușor de utilizat, și ușor de adaptat nevoilor personale ale fiecărui utilizator. KDE Plasma este spațiul de lucru standard pe un număr de distribuții : Mandriva, Kubuntu, SUSE, Knoppix, Slackware, este una din opțiuni pe multe alte distribuții (Debian, Gentoo), sau poate fi instalat ca mediu secundar (pe Ubuntu, Red Hat, Fedora, etc.). 
KDE Plasma rulează pe Linux, BSD (FreeBSD și DragonFly BSD îl folosesc ca spațiu de lucru standard), Solaris, HP-UX, AIX și pe alte sisteme Unix și compatibile. KDE rulează și pe MacOS - versiunea 3.5 prin Fink și X11, și este în curs de portare pe Windows.
Ultima versiune a KDE Plasma este 6.3. KDE și GNOME participă la elaborarea standardului FreeDesktop.

## Istoric
KDE Plasma a fost primul spațiu de lucru integrat disponibil pentru Linux. Dezvoltat începând cu 1996 de o echipă coordonată de Matthias Etrich, sistemul este bazat pe tool-kit-ul Qt, oferit de firma Trolltech, și a fost scris folosind limbajul C++. Paradigma principală a fost oferirea unui mediu complet desktop - interfața de bază, un set de programe, și unelte de configurare pentru acele programe și pentru sistem - toate arătând și funcționând la fel și fiind distribuite împreună (utilizatorul este liber să aleagă dacă dorește sau nu instalarea anumitor componente - dar programele sunt gândite în așa fel încât să poată colabora). Acest mod de gândire, la vremea aceea unic pentru Linux, a dus la popularizarea acestui mediu desktop încă de la prima versiune (1.0 în 1997).
Cu toate acestea, au existat probleme și controverse de ordin legal - la vremea lansării KDE, Qt era software proprietar - existând astfel oricând posibilitatea ca o schimbare de viziune a firmei care comercializa toolkitul să ducă la distrugerea proiectului prin taxe de licență. Acest lucru a dus la dezvoltarea unui mediu desktop concurent, numit Gnome. Toate problemele de acest gen au dispărut, în momentul în care Trolltech a lansat Qt pentru Linux sub licență liberă (inițial QPL, astăzi GPL). În plus, lansarea Qt 4, pe care se bazează KDE 4, sub licență liberă și pe alte platforme (Macintosh și Windows) duce la posibilitatea ca KDE și aplicațiile bazate pe KDE să fie disponibile și pe alte sisteme.

### Mascotă

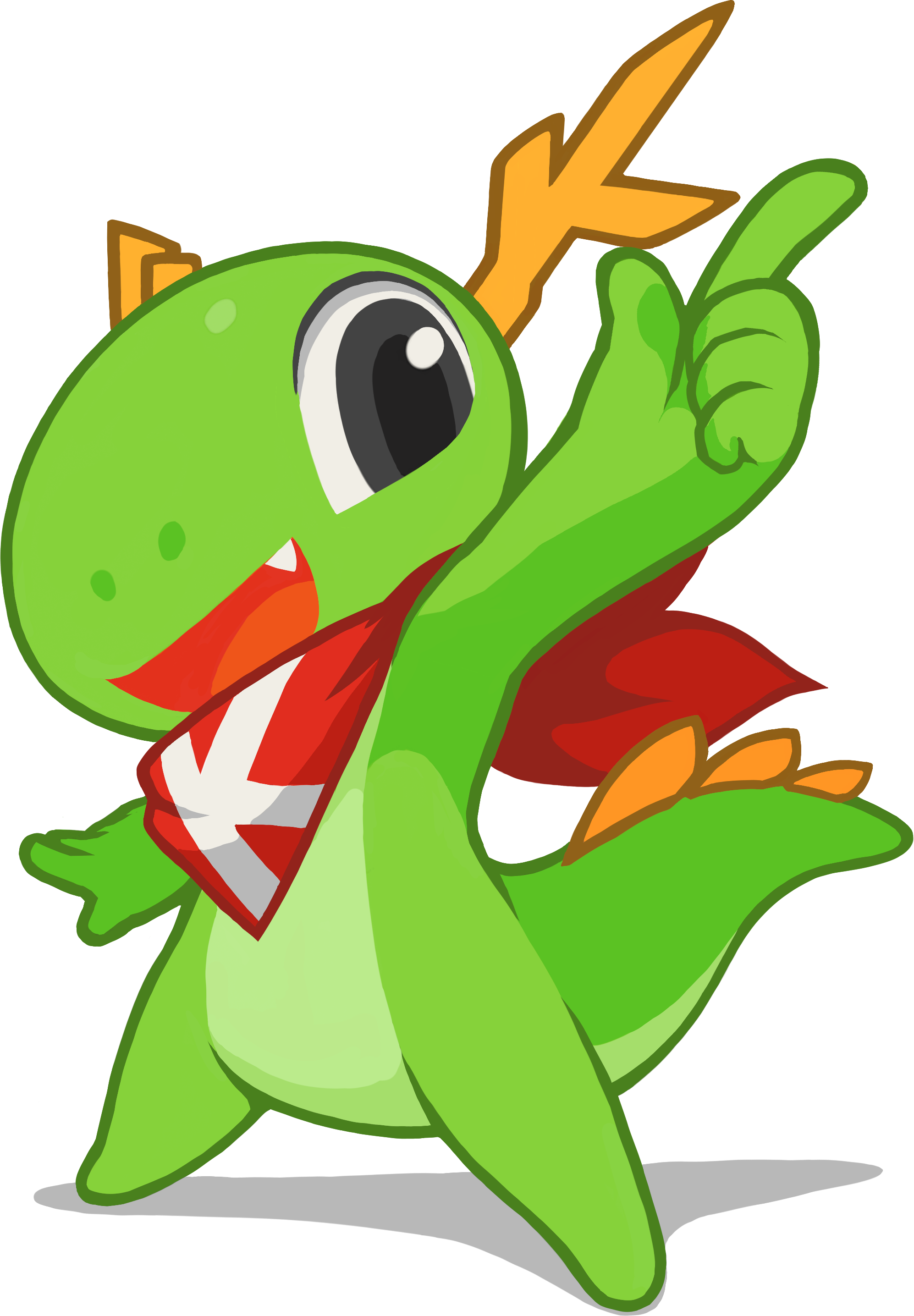
Konqi, mascota proiectului KDE

Mascota proiectului KDE este un dragon verde pe nume Konqi. Konqi poate fi văzut în multe aplicații, inclusiv când utilizatorul iese din mediul desktop și în ecranul „Despre KDE”.

## Organizare

Interfață grafică actuală lui KDE este Plasma. Funționează pe sistemele de ferestre 11 (componente X.Org Server cu KWin) si Wayland (componente numai KWin)

### Tehnologii de bază în KDE
- KDELibs
- KHTML - motor de randare HTML
- KIO
- Kiosk
- KParts
- KWin - manager de ferestre
- XMLGUI

#### Tehnologii adăugate în KDE 4
- Plasma
- Phonon
- Solid
- Sonnet
- ThreadWeaver

#### Tehnologii înlocuite în KDE 4
- aRts - înlocuit cu Phonon
- DCOP - sistem inter-process communication, înlocuit cu D-Bus)

### Pachete
KDE oferă multiple aplicații, împărțite în pachete în funcție de destinație.
- Kdeaccessibility, programe de accesibilitate
- Kdeadmin, programe de administrare a sistemului
- Kdeedu, conține software educațional
- Kdegames, jocuri
- Kdegraphics, programe pentru manipularea imaginilor
- Kdepim, managere de informații personale și e-mail,
- Kdeutils, utilități
- KOffice, software pentru birou

Pachetele de bază (care oferă mediul desktop) sunt: 
- KDELibs, bibliotecile de bază
- KDEBase, mediul desktop
- aRts, serverul de sunet

## Programe
- Kate, editor de text cu multe facilități
- KDevelop, mediu de programare
- KMail, client de e-mail
- KOffice, o suită de programe de birou completă
- Kontact, manager de informații personale, integrează KMail, KOrganizer, KAddressBook și alte programe din suita Kdepim
- Konqueror, browser și manager de fișiere
- Kopete, software pentru mesagerie multi-protocol cu suport video
- KPDF, un program pentru citirea textelor în format pdf

Programele foarte populare, sau cu un ciclu de dezvoltare diferit de cel al proiectului principal, sunt lansate separat - astfel de exemple sunt:
- Amarok - un player de muzică avansat, foarte popular pe Linux
- K3b, un inscriptor de CD-uri avansat

## Sponsorizare
Proiectul KDE și evenimentele legate de el sunt adesea sponsorizate de persoane fizice, universități și companii.

## KDE 4
KDE 4 este rescriere majoră a KDE și a fost lansat pe 11 ianuarie 2008, după mai mulți ani de dezvoltare. KDE 4 se bazează pe versiunea 4 a Qt și înlocuiește unele tehnologii din versiunile dinainte, de exemplu aRts a fost înlocuit cu Phonon.